# A-92N (Spanje)

De A-92N

De A-92N of Autovía de Guadix al Límite de Región de Murcia is een autovía in Andalusië. De snelweg is 119,16 kilometer lang en verbindt Guadix (A-92) met Vélez-Rubio (A-91). De A-92N werd aangelegd tussen 1991 en 1997.